# Unione Calcio Sampdoria 1968-1969
Questa voce raccoglie le informazioni riguardanti l'Unione Calcio Sampdoria nelle competizioni ufficiali della stagione 1968-1969.

## Stagione
Nella stagione 1968-1969 la Sampdoria disputa il campionato di Serie A, con 23 punti si piazza in dodicesima posizione, lo scudetto è stato vinto dalla Fiorentina con 45 punti, davanti al Cagliari ed al Milan con 41 punti. Scendono in Serie B il Varese con 22 punti, il Pisa con 20 punti e l'Atalanta con 19 punti.
Stagione trilling, con una salvezza arrivata sul filo di lana nell'ultima giornata con il pareggio interno ottenuto con la Juventus (1-1), e anche grazie alle contemporanee sconfitte del Varese a Firenze e del Pisa a Napoli. La squadra doriana affidata ancora a Fulvio Bernardini soffre tutta la stagione, al termine della quale, figura con il peggior attacco del torneo, con solo 21 reti realizzate in trenta partite. Il miglior realizzatore stagionale blucerchiato è stato Roberto Vieri con cinque reti. In Coppa Italia eliminazione nel Terzo Girone, vinto dalla Juventus con cinque punti, la Sampdoria si accontenta di vincere il derby (2-1).

## Rosa
| N. |                   | Ruolo | Calciatore            |
| -- | ----------------- | ----- | --------------------- |
|    | Italia (bandiera) | P     | Pietro Battara        |
|    | Italia (bandiera) | P     | Enzo Matteucci        |
|    | Italia (bandiera) | D     | Pietro Sabatini       |
|    | Italia (bandiera) | D     | Francesco Morini      |
|    | Italia (bandiera) | D     | Giorgio Garbarini     |
|    | Italia (bandiera) | D     | Guido Vincenzi        |
|    | Italia (bandiera) | D     | Angelo Colletta       |
|    | Italia (bandiera) | D     | Piergiorgio Negrisolo |
|    | Italia (bandiera) | C     | Giuseppe Sabadini     |

| N. |                   | Ruolo | Calciatore         |
| -- | ----------------- | ----- | ------------------ |
|    | Italia (bandiera) | C     | Mario Frustalupi   |
|    | Italia (bandiera) | C     | Giancarlo Salvi    |
|    | Italia (bandiera) | C     | Fulvio Francesconi |
|    | Italia (bandiera) | C     | Giovanni Delfino   |
|    | Italia (bandiera) | C     | Mario Morello      |
|    | Italia (bandiera) | A     | Roberto Vieri      |
|    | Italia (bandiera) | C     | Alberto Novelli    |
|    | Italia (bandiera) | A     | Ermanno Cristin    |
|    | Italia (bandiera) | A     | Giancarlo Morelli  |

## Risultati

### Serie A

#### Girone di andata
| Arbitro: | De Robbio (Torre Annunziata) |

|             |           |  |
| Lodetti 43’ | Marcatori |  |

| Arbitro: | Carminati (Milano) |

|           |           |             |
| Salvi 57’ | Marcatori | 76’ Facchin |

| Arbitro: | Toselli (Cormons) |

|  |           |                                          |
|  | Marcatori | 12’ Francesconi 52’ Frustalupi 89’ Vieri |

| Arbitro: | Torelli (Milano) |

|  |           |            |
|  | Marcatori | 81’ Furino |

| Arbitro: | Giunti (Arezzo) |

|            |           |  |
| Sirena 33’ | Marcatori |  |

| Arbitro: | Toselli (Cormons) |

|                                                   |           |  |
| Morelli 5’ Francesconi 66’ Vieri 84’ Sabatini 87’ | Marcatori |  |

| Arbitro: | Acernese (Roma) |

|              |           |  |
| Amarildo 70’ | Marcatori |  |

| Genova 24 novembre 1968 8ª giornata | Sampdoria             | 0 – 0 | Atalanta | Stadio Luigi Ferraris (10143 spett.)\| Arbitro: \| De Marchi (Pordenone) \| |
| Arbitro:                            | De Marchi (Pordenone) |       |          |                                                                             |

| Arbitro: | Monti (Ancona) |

|               |           |  |
| Barontini 87’ | Marcatori |  |

| Arbitro: | Vacchini (Milano) |

|                                         |           |                            |
| Cristin 58’ Vincenzi 72’ Frustalupi 87’ | Marcatori | 3’ Traspedini 31’ Mazzanti |

| Bologna 15 dicembre 1968 11ª giornata | Bologna         | 0 – 0 | Sampdoria | Stadio Comunale (12154 spett.)\| Arbitro: \| Genel (Trieste) \| |
| Arbitro:                              | Genel (Trieste) |       |           |                                                                 |

| Arbitro: | Lo Bello (Siracusa) |

|  |           |                                       |
|  | Marcatori | 41’ Bertini 61’ Facchetti 89’ Vastola |

| Arbitro: | Di Tonno (Lecce) |

|                                 |           |  |
| Vitali 69’ Reif 76’ Fontana 79’ | Marcatori |  |

| Arbitro: | D'Agostini (Roma) |

|  |           |                |
|  | Marcatori | 41’ Boninsegna |

| Arbitro: | Giunti (Arezzo) |

|            |           |              |
| Zigoni 54’ | Marcatori | 59’ Sabatini |

#### Girone di ritorno
| Arbitro: | De Marchi (Pordenone) |

|              |           |                     |
| Sabatini 80’ | Marcatori | 37’ (aut.) Vincenzi |

| Arbitro: | Branzoni (Pavia) |

|                        |           |  |
| Facchin 38’ Combin 46’ | Marcatori |  |

| Arbitro: | Francescon (Padova) |

|  |           |                          |
|  | Marcatori | 43’ Altafini 89’ Barison |

| Arbitro: | Gussoni (Tradate) |

|                   |           |  |
| S. Bercellino 65’ | Marcatori |  |

| Genova 2 marzo 1969 20ª giornata | Sampdoria      | 0 – 0 | Roma | Stadio Luigi Ferraris (13777 spett.)\| Arbitro: \| Monti (Ancona) \| |
| Arbitro:                         | Monti (Ancona) |       |      |                                                                      |

| Varese 9 marzo 1969 21ª giornata | Varese            | 0 – 0 | Sampdoria | Stadio Franco Ossola (7143 spett.)\| Arbitro: \| Angonese (Mestre) \| |
| Arbitro:                         | Angonese (Mestre) |       |           |                                                                       |

| Arbitro: | De Marchi (Pordenone) |

|                |           |              |
| Frustalupi 49’ | Marcatori | 79’ Ferrante |

| Bergamo 23 marzo 1969 23ª giornata | Atalanta       | 0 – 0 | Sampdoria | Stadio Comunale (13158 spett.)\| Arbitro: \| Pieroni (Roma) \| |
| Arbitro:                           | Pieroni (Roma) |       |           |                                                                |

| Arbitro: | Carminati (Milano) |

|           |           |                               |
| Salvi 45’ | Marcatori | 12’ Piaceri 85’ (aut.) Morini |

| Arbitro: | Motta (Monza) |

|  |           |                                       |
|  | Marcatori | 32’ (rig.), 89’ Vieri 37’ Francesconi |

| Genova 20 aprile 1969 26ª giornata | Sampdoria      | 0 – 0 | Bologna | Stadio Luigi Ferraris (14336 spett.)\| Arbitro: \| Pieroni (Roma) \| |
| Arbitro:                           | Pieroni (Roma) |       |         |                                                                      |

| Arbitro: | De Robbio (Torre Annunziata) |

|                    |           |                  |
| Bertini 42’ (rig.) | Marcatori | 61’ (rig.) Vieri |

| Arbitro: | Monti (Ancona) |

|              |           |  |
| Sabadini 89’ | Marcatori |  |

| Cagliari 11 maggio 1969 29ª giornata | Cagliari        | 0 – 0 | Sampdoria | Stadio Amsicora (14852 spett.)\| Arbitro: \| Genel (Trieste) \| |
| Arbitro:                             | Genel (Trieste) |       |           |                                                                 |

| Arbitro: | Sbardella (Roma) |

|          |           |              |
| Salvi 6’ | Marcatori | 70’ Leoncini |

### Coppa Italia - Girone 3
| Arbitro: | Vacchini (Milano) |

|                                |           |             |
| Salvi 8’ Frustalupi 30’ (rig.) | Marcatori | 46’ Morelli |

| Arbitro: | Barbaresco (Cormons) |

|                                               |           |  |
| Salvadore 6’ Benetti 13’, 16’, 53’ Zigoni 72’ | Marcatori |  |

| Arbitro: | De Marchi (Pordenone) |

|               |           |  |
| Carniglia 46’ | Marcatori |  |

## Statistiche

### Statistiche di squadra
| Competizione | Punti | In casa | In casa | In casa | In casa | In casa | In casa | In trasferta | In trasferta | In trasferta | In trasferta | In trasferta | In trasferta | Totale | Totale | Totale | Totale | Totale | Totale | DR  |
| Competizione | Punti | G       | V       | N       | P       | Gf      | Gs      | G            | V            | N            | P            | Gf           | Gs           | G      | V      | N      | P      | Gf     | Gs     | DR  |
| ------------ | ----- | ------- | ------- | ------- | ------- | ------- | ------- | ------------ | ------------ | ------------ | ------------ | ------------ | ------------ | ------ | ------ | ------ | ------ | ------ | ------ | --- |
| Serie A      | 23    | 15      | 3       | 7       | 5       | 13      | 15      | 15           | 2            | 6            | 7            | 8            | 12           | 30     | 5      | 13     | 12     | 21     | 27     | -6  |
| Coppa Italia | 2     | 1       | 1       | 0       | 0       | 2       | 1       | 2            | 0            | 0            | 2            | 0            | 6            | 3      | 1      | 0      | 2      | 2      | 7      | -5  |
| Totale       |       | 16      | 4       | 7       | 5       | 15      | 16      | 17           | 2            | 6            | 9            | 8            | 18           | 33     | 6      | 13     | 14     | 23     | 34     | -11 |

### Statistiche dei giocatori
| Giocatore      | Serie A  | Serie A | Coppa Italia | Coppa Italia | Totale   | Totale |
| Giocatore      | Presenze | Reti    | Presenze     | Reti         | Presenze | Reti   |
| -------------- | -------- | ------- | ------------ | ------------ | -------- | ------ |
| P. Battara     | 30       | -27     | 1            | -1           | 31       | -28    |
| A. Colletta    | 10       | 0       | -            | -            | 10       | 0      |
| E. Cristin     | 17       | 1       | -            | -            | 17       | 1      |
| G. Delfino     | 16       | 0       | 2            | 0            | 18       | 0      |
| E. Dordoni     | -        | -       | 1            | 0            | 1        | 0      |
| F. Francesconi | 22       | 3       | 3            | 0            | 25       | 3      |
| M. Frustalupi  | 28       | 3       | 3            | 1            | 31       | 4      |
| G. Garbarini   | 24       | 0       | 2            | 0            | 26       | 0      |
| E. Matteucci   | -        | -       | 2            | -6           | 2        | -6     |
| G. Morelli     | 13       | 1       | 2            | 0            | 15       | 1      |
| M. Morello     | 3        | 0       | -            | -            | 3        | 0      |
| F. Morini      | 26       | 0       | 3            | 0            | 29       | 0      |
| P. Negrisolo   | 5        | 0       | -            | -            | 5        | 0      |
| A. Novelli     | 25       | 0       | 3            | 0            | 28       | 0      |
| G. Sabadini    | 30       | 1       | 1            | 0            | 31       | 1      |
| P. Sabatini    | 29       | 3       | 2            | 0            | 31       | 3      |
| G. Salvi       | 26       | 3       | 3            | 1            | 29       | 4      |
| R. Vieri       | 27       | 5       | 3            | 0            | 30       | 5      |
| G. Vincenzi    | 17       | 1       | 3            | 0            | 20       | 1      |
| L. Zapparoli   | -        | -       | 1            | 0            | 1        | 0      |